# Yeghegis (vattendrag)
Yeghegis är ett vattendrag i Armenien.   Det ligger i provinsen Vajots Dzor, i den södra delen av landet, 80 kilometer sydost om huvudstaden Jerevan.
Trakten runt Yeghegis består i huvudsak av gräsmarker. Runt Yeghegis är det ganska glesbefolkat, med 28 invånare per kvadratkilometer.